# Księga Przymierza
Księga Przymierza (skrót B od niem. Bundesbuch) – nazwa nadana przez krytyków biblijnych jednemu z trzech wielkich, obok Kodeksu Deuteronomicznego i Kodeksu Świętości, zbiorów prawnych Starego Testamentu. Obejmuje fragment Wj 20,22-23,19(33).

## Treść
W.H. Schmidt przedstawia następujący schemat Księgi Przymierza:
| A  | Ramy narracyjne      | Wj 20,(18-)22 |
| B  | Ramy teologiczne     | Wj 20,23-26   |
| C  | Trzon prawa          | Wj 21,1-23,9  |
| B' | Ramy teologiczne     | Wj 23,10-19   |
|    | Dodatek (mowa Jahwe) | Wj 23,20-33   |
| A' | Ramy narracyjne      | Wj 24,3-8     |

Ramy teologiczne, mające na celu odgrodzenie Izraela od religii kananejskiej, zawierają zakaz wizerunków, przepisy dotyczące ołtarza, świąt, szabatów i roku szabatowego. Wykazują podobieństwo do dekalogu kultowego (Wj 34,10nn).
Trzon prawa w swej pierwszej części (Wj 21,2-22,16) zawiera kazuistyczne regulacje prawne. Druga część (Wj 22,17-23,9) jest bardziej różnorodna – znajdują się w niej zakazy i parenetyczne uzasadnienia.
Charakterystyczną cechą Księgi Przymierza jest ochrona praw ubogich przed skutkami ubóstwa (np. przez uregulowanie kwestii niewoli za długi) oraz przed nadużyciami osób bogatych (np. korupcją w sądach). Księga Przymierza ma również na celu wyróżnienie Izraela jako wspólnoty kultowej, np. poprzez zakaz magii i współżycia ze zwierzętami. Umiejscowienie Księgi w kontekście perykopy synajskiej stanowi wyraz biblijnego teologicznego uzasadnienia prawa.

## Geneza kodeksu i czas powstania
Zwolennicy Mojżeszowego autorstwa Pięcioksięgu powołują się na H. Gazellesa, który po porównaniu Kodeksu Przymierza z innymi prawami II tysiąclecia, opowiedział się za tak wczesnym datowaniem. Generalnie bibliści sądzą jednak, że proces powstania zbioru był złożony i został on wtórnie wpleciony w relację o przymierzu na Synaju. Większość biblistów opowiada się też za samodzielnością literacką Księgi Przymierza; pogląd uznający jej przynależność do tradycji elohistycznej został zarzucony. Księga Przymierza zakłada osiadły tryb życia (Wj 22,4n), z drugiej jednak strony brak w niej śladów istnienia królestwa. W.H. Schmidt uważa, że trzon księgi pochodzi z czasów sędziów lub wczesnego królestwa. Za powstaniem w okresie sędziów opowiedzieli się również Alfred Jepsen i Martin Noth. Frank Crüsemann z kolei opowiedział się za powstaniem księgi już w okresie królestwa, wskazując, że m.in. instytucja niewolnictwa rozwinęła się w Izraelu dopiero wtedy. Problem obcych przybyszów, o których wspomina księga, stał się natomiast istotny po upadku północnego Królestwa Izraela. Jego pogląd podziela Antoon Schoors. Crüsemann wiązał spisanie Księgi Przymierza z działalnością ustanowionego przez Jozafata trybunału w Jerozolimie (2 Krn 19,8nn). Jednocześnie uważał, że część prawa apodyktycznego wywodzi się z Państwa Północnego. Eckart Otto również opowiada się za powstaniem w okresie królestwa. Wskazuje na obecność różnych praw mających na celu zapewnienie sprawiedliwości społecznej i ochrony praw ubogich, które jego zdaniem były odpowiedzią na rosnące w okresie królestwa nierówności społeczne. Zdaniem Ludgera Schwienhorst-Schönbergera najstarsze przepisy prawa kazuistycznego sięgają XI i X wieku p.n.e.; zbiór praw był następnie poszerzany, a VIII lub VII wieku p.n.e. przeredagowany i połączony z prawem apodyktycznym, mającym rangę prawa Bożego. Zdaniem Rainera Albertza Księga Przymierza mogła stanowić podstawę reform króla Ezechiasza. Niektórzy uczeni, jak C. Houtman, zanegowali natomiast zupełną samodzielność literacką Księgi Przymierza. Ich zdaniem jedynie zbiór prawa kazuistycznego można przypisać starszej tradycji, natomiast obecna postać Księgi Przymierza powstała wraz z całą perykopą synajską (Wj 19-24). Houtman datuje jej redakcję na VI w. p.n.e.